# سوزان شیپتون
سوزان شیپتون (انگلیسی: Susan Shipton؛ زادهٔ ۱۹۵۸) تدوین‌گر اهل کانادا است.
از فیلم‌ها یا مجموعه‌های تلویزیونی که وی در آن‌ها نقش داشته‌است، می‌توان به آقای نوبادی، فول‌پروف، وقتی که شب در حال سقوط است، اکسوتیکا، جایی که حقیقت دروغ می‌گوید، سفر دراز روز در شب، کلویی، اسیر، جولیا بودن و آخرت شیرین اشاره نمود.